# Eozostrodon
Eozostrodon is een geslacht van uitgestorven morganucodonte Mammaliaformes. Het leefde tijdens het Rhaetien van het Laat-Trias.

## Naamgeving
Eozostrodon werd in 1941 benoemd door Francis Rex Parrington. De geslachtsnaam is een combinatie van het Grieks èoos, 'dageraad', zostèr, 'gordel' en odoon, 'tand', in verwijzing naar de hoge leeftijd en het cingulum van de tanden.  Het materiaal bestaat uit twee tanden die door Walter Kühne werden ontdekt in een steengroeve, de Holwell Quarry in de buurt van Frome in Somerset, Engeland, elk oorspronkelijk toegewezen aan de afzonderlijke soorten Eozostrodon parvus, 'de kleine', en Eozostrodon problematicus, 'de problematische'. De laatste werd in 1971 een synoniem geacht van de eerste. De tand van E. parvus is een bovenste achterste rechterpremolaar en die van E. problematicus een voorste onderste rechterkies, waarvan de voorste knobbel en het voorste en achterste cingulum is afgebroken. De specimina hebben geen gepubliceerde inventarisnummers.
De identiteit en status van Eozostrodon is controversieel. Kühne meldde in 1949 de vondst in het zuiden van Wales van duizenden botten en tanden die hij benoemde als Morganucodon. Uiteindelijk, in 1973, beschouwde hij Eozostrodon als identiek aan Morganucodon. Eozostrodon had dus in beginsel prioriteit wat al eerder het oordeel was geweest van verschillende onderzoekers. Kühne suggereerde die naam maar te vergeten maar dat was niet in overeenstemming met de officiële regels van de nomenclatuur. Dat leidde ertoe dat hierna een belangrijk deel van de literatuur toch Eozostrodon noemde wat normaliter Morganucodon geheten had, wat tot veel verwarring heeft geleid. Yang Zhongjian benoemde in 1978 zelfs een derde soort op basis van Chinees materiaal: Eozostrodon heikuopengensis. Kermack zag Eozostrodon parvus als een nomen dubium terwijl voor E. problematicus een nieuw geslacht benoemd zou moeten worden maar dat is nooit gebeurd. Jenkins en Crompton voerden in 1979 aan dat Morganucodon een subjectief ouder synoniem was van Eozostrodon, maar Clemens (1979) pleitte voor het onderscheid. Een meer recente publicatie onderscheidde de twee opnieuw en merkte op dat Eozostrodon verschilt van Morganucodon watsoni in relatieve grootte en vorm van de premolaire structuren.

## Beschrijving
Eozostrodon is dus alleen bekend van de resten uit zuidwest-Engeland. Hij wordt net als Morgunacudon geschat op minder dan tien centimeter in hoofd-romplengte (dus zonder staart), iets kleiner dan de vergelijkbare geproportioneerde Megazostrodon.
Zijn tanden waren typerend voor een vroege mammaliaform, gedifferentieerd in premolaren en kiezen met driehoekige knobbels. Er staan drie hoofdknobbels op de kies, die op één lijn liggen. Er zijn twee wortels, wat bewees dat het om een verwant van de zoogdieren ging en in combinatie met de hoge leeftijd Parrington overtuigde van het grote belang van de vondst.